# Provincia di Rutana
La provincia di Rutana è una delle 18 province del Burundi con 333 510 abitanti (censimento 2008).
Prende il nome dal suo capoluogo Rutana.

## Geografia antropica

### Suddivisioni amministrative
La provincia è suddivisa in 6 comuni:
- Bukemba
- Giharo
- Gitanga
- Mpinga-Kavoye
- Musongati
- Rutana

## Codici
- Codice HASC: BI.RT
- Codice ISO 3166-2: RT
- Codice FIPS PUB 10-4: BY20